# EverQuest Online Adventures
EverQuest Online Adventures (EQOA) é um jogo eletrônico do gênero MMORPG para PlayStation 2 lançado em 11 de fevereiro de 2003.
O jogo se passa no mundo fictício de Norrath 500 anos antes do primeiro jogo, com dez raças e quinze classes jogáveis, com modo PvP 1 contra 1, em 17 de novembro de 2003 foi lançada a expansão Frontiers que adicionou uma classe e uma raça jogável.